# Rhytidoponera abdominalis
Rhytidoponera abdominalis är en myrart som beskrevs av Hugo Viehmeyer 1912. Rhytidoponera abdominalis ingår i släktet Rhytidoponera och familjen myror. Inga underarter finns listade i Catalogue of Life.